# Elles étaient douze femmes
Pour plus de détails, voir Fiche technique et Distribution.
Elles étaient douze femmes est un film français réalisé par Georges Lacombe, sorti en 1940. 

## Synopsis
Au tout début de la guerre, avant l'invasion allemande, quelques dames de la bonne société imaginent, lors d'une descente à l'abri, de fonder une œuvre pour les soldats sans famille. Le but étant de leur envoyer des colis, la question du financement de l'oeuvre se pose immédiatement mais aucune d'elles ne semble pouvoir ou vouloir payer. L'une d'elles, la princesse Kadikoff, suggère de solliciter la riche Mme Marion, mais celle-ci n'est pas de leur monde car elle aurait mené une vie de courtisane.
Sur l'insistance de la princesse, contact est pris avec Mme Marion qui accepte de participer financièrement à l'oeuvre. Bientôt, l'obligeance de Mme Marion et la qualité de sa cuisine, commencent à séduire les plus guindées, même la duchesse de Vimeuse qui finit par s'installer chez elle. Les choses se compliquent lorsque est révélée l'idylle de Jean Bernier avec Geneviève, la fille de Mme Marion...

## Fiche technique
- Réalisation : Georges Lacombe, assisté de Jacqueline Audry
- Scénario - dialogue : Yves Mirande
- Décors : André Andrejew
- Photographie : Victor Arménise
- Montage : Andrée Danis
- Musique : Marcel Lattès
- Son : René Boutet
- Sociétés de production :  Filmsonor, Regina Films
- Format : Noir et blanc  - 1,37:1
- Genre :  Comédie
- Durée : 80 minutes
- Date de sortie : 17 avril 1940

## Distribution
- Gaby Morlay : Mme Marion
- Françoise Rosay : La duchesse de Vimeuse
- Micheline Presle : Lucie
- Betty Stockfeld : La princesse Kadikoff
- Simone Berriau : Madame Bernier, mère de Jean
- Nina Myral : La bonne
- Simone Renant : Gaby
- Marion Delbo : Madame de Bélières
- Mila Parély : Madame de Vitrac
- Primerose Perret : Janine de Vimeuse
- Pamela Stirling : Madame de Turgis
- Blanchette Brunoy : Geneviève, fille de madame Marion amoureuse de Jean Bernier